# Поджабный остров
Поджа́бный остров — остров на Волге, в юго-восточной части Самарской луки напротив Самары, между Рождественской Воложкой и Саратовским водохранилищем. Образовался в 1639 году из части левобережья Волги (стрелки верхнего рукава реки Самары) после проведения гидротехнических мероприятий на древнем русле Волги (ныне — Рождественская Воложка) гарнизоном Самарской крепости. Ранее носил названия: Телячий, Песчаный, Поджабный, Рождественский. Нынешнее своё название получил ещё в XIX веке: в озёрах острова водилось много водяных черепах, которых жители Самары называли «жабами». Археологически до настоящего времени не исследовался, возможно, что на побережье Воложки существовала крупная стоянка древних людей (судя по остаткам костровищ).

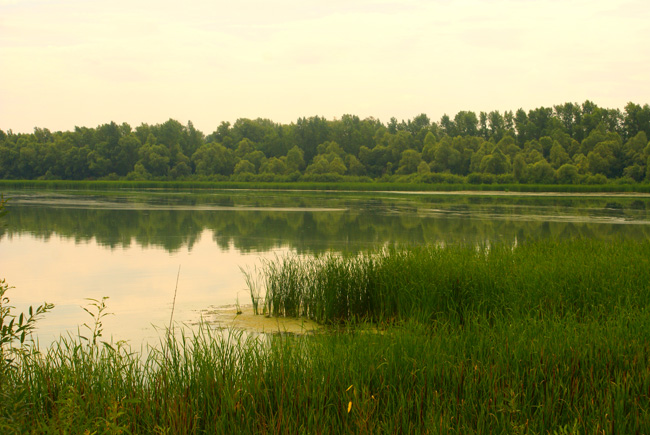
Песчаное озеро — самое крупное на острове

Ныне остров разделён протоками на более мелкие острова. На острове находится 12 озёр. Площадь, занимаемая лесами (в основном — сосновые боры), составляет 1881 га. На острове широко представлен растительный и животный мир, отдельные виды включены в Красную книгу. Справедливо славится грибами и рыбалкой. Уникальный микроклимат острова, обусловленный лесостепным ландшафтом на песчаной почве и окружающим водным пространством, благоприятно воздействует на здоровье и способствует действенному выздоровлению лёгочных больных. Как негативное антопогенное воздействия от ранее жилого поселка Проран - наличие 2 закопанных поселковых свалок и, по рассказам ветеранов, скотомогильника.   
Административно относится к Самарскому району городского округа Самара. Согласно генплану города Самары, является рекреационной зоной. На острове отсутствуют инженерные коммуникации (централизованное водоснабжение, канализация, очистные сооружения, газоснабжение, проводная телефонная связь), за исключением электроснабжения.
На острове расположены базы отдыха, дачи, дом рыбака. В летний период три пристани Самарского речного порта — Проран, Средний пляж и Нижний пляж — обслуживают пассажирские речные перевозки. Зимой — суда на воздушной подушке. В ледостав и ледоход — транспортная связь с островом фактически отсутствует. Во время весеннего паводка регулярно происходит затопление значительных площадей на территории острова. В паводок остров на 60% затопляем, на 40% — подтопляем, из-за чего в 1970 году пос.Проран был полностью отселен.
В летне-осенний период остров активно посещается туристами и отдыхающими.